# Rex (Schiff, 1897)

Wrack der Rex vor Lohme

Die Rex war ein schwedischer Postdampfer und Personenfährschiff. Das Schiff verkehrte von 1897 bis 1900 auf der Vorläuferlinie der späteren Königslinie von Sassnitz nach Trelleborg.

## Geschichte
Das Schiff wurde für 22.000 britische Pfund auf der Werft von Sir James Laing and Sons in Sunderland mit der Baunummer 559 für die Reederei Sverige-Kontinenten der Brüder Knut und Gustav O. Wallenberg aus Stockholm gebaut und lief dort am 18. Februar 1897 vom Stapel. Es war 69 Meter lang und 10,70 m breit, hatte 3,70 m Tiefgang und war mit 1214 BRT vermessen. Das Schiff war für die gemeinsam mit der Stettiner Dampfschiffs-Gesellschaft J. F. Braeunlich geplante und ab 1. Mai 1897 in Betrieb gehende Postdampfschiffsverbindung zwischen Sassnitz und Trelleborg vorgesehen, aber die Auslieferung verzögerte sich wegen eines während der Probefahrt aufgetretenen Maschinenschadens, und das Schiff wurde erst am 29. April 1897 in Malmö mit dem letzten Mobiliar versehen.
Da auch die von Braeunlich eigens für die neue Linie gebaute Imperator noch nicht fertig war, brachte Braeunlichs Seitenraddampfer Freia am 29. April 1897 die schwedischen Ehrengäste, darunter den Außenminister Graf Ludvig Vilhelm August Douglas und den ehemaligen Innenminister und nunmehrigen Generaldirektor der schwedischen Postdirektion, Julius Edvard von Krusenstjerna, nach Sassnitz. Die Rex brachte unterdessen weitere geladene Gäste von Malmö nach Sassnitz. Am 30. April fuhren die schwedischen Ehrengäste und die entsprechenden deutschen Honoratioren, darunter der preußische „Eisenbahnminister“ Karl von Thielen, auf der Rex nach Trelleborg, begleitet von dem deutschen Kreuzer Gefion. Am 1. Mai 1897 begann der planmäßige Betrieb der Postdampferlinie Sassnitz–Trelleborg, den neben der Rex und der Imperator die Braeunlich-Schiffe Germania (1899–1909) und Freia sowie die Svea der Sverige-Kontinenten durchführten.
Bereits im ersten Betriebsjahr hatte die Rex eine Havarie, als sie bei der Einfahrt nach Trelleborg auf einen Unterwasserfelsen geriet und dabei ihre Schraube beschädigte; dies erforderte eine Werftreparatur in Karlskrona.
Wesentlich schwerwiegender war jedoch die Havarie am 27. Februar 1900. Während der Fahrt von Trelleborg nach Sassnitz wurde das Schiff in einer Sturmnacht infolge starken Winddrucks vom Kurs abgetrieben und strandete morgens um 4:20 Uhr etwa 200 m vor dem Ufer bei Nardevitz (Rügen). An Bord waren 33 Besatzungsmitglieder und fünf Passagiere. Sechs Menschen kamen in einem Rettungsboot ums Leben, die anderen konnten mit einer Hosenboje gerettet werden. Abschleppversuche scheiterten und das Schiff wurde zum Totalverlust erklärt. Das Wrack zerbrach später in zwei Teile und wurde teilweise vor Ort abgebrochen, bis die Reste abgetrieben wurden.
Im Juli 2012 wurde eine zirka 30 Meter lange Rumpfschale in nur drei Meter Wassertiefe unweit der Unglücksstelle gefunden.